# Couro lavrado

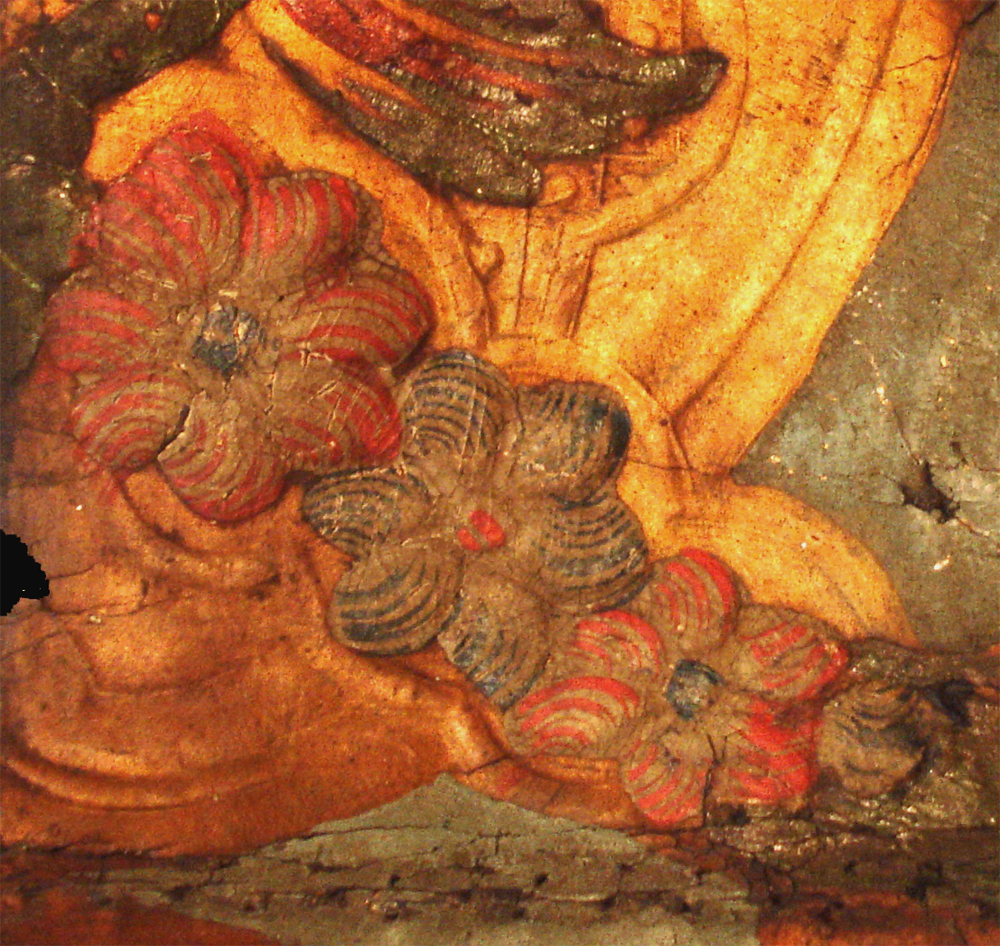
Fragmento de couro lavrado de Córdova do século XV.

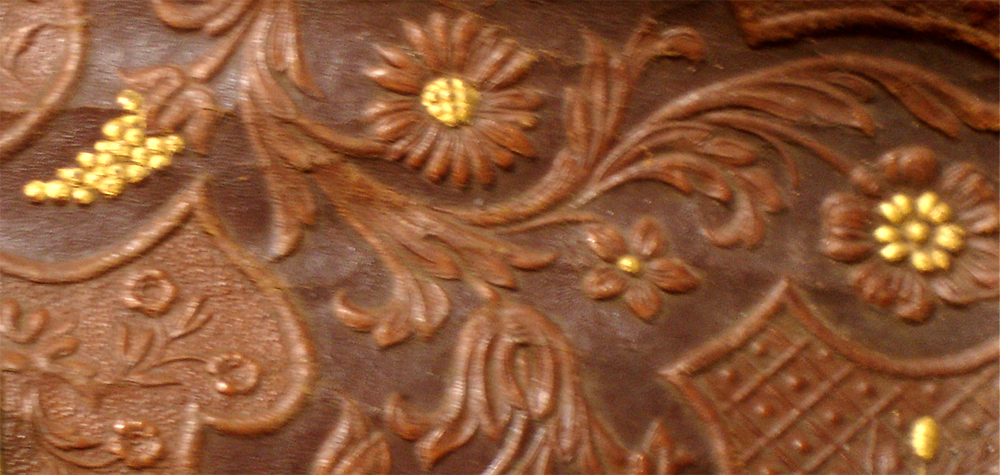
Fragmento de couro lavrado do século XIX.

O couro lavrado também conhecido como Guadamacile ou Couro de Córdova (em francês e inglês : Cuir de Cordoue) é um couro com um aspecto dourado e com uma aparência em relevo graças a técnica do repoussé. Era também uma alternativa ao uso de tapeçaria.

## História
Historicamente, a técnica dos couros lavrados foi iniciada na cidade de Gadamés na Líbia que era a sua especialidade, depois foi importada pelos mouros no tempo do Califado de Córdova . Mas esse tipo de trabalho do couro era muito mais antigo e tira a sua origem na Antiguidade. Ao que parece, o termo Guadamacile não vem da língua espanhola mas da língua árabe.

## Técnica de realização

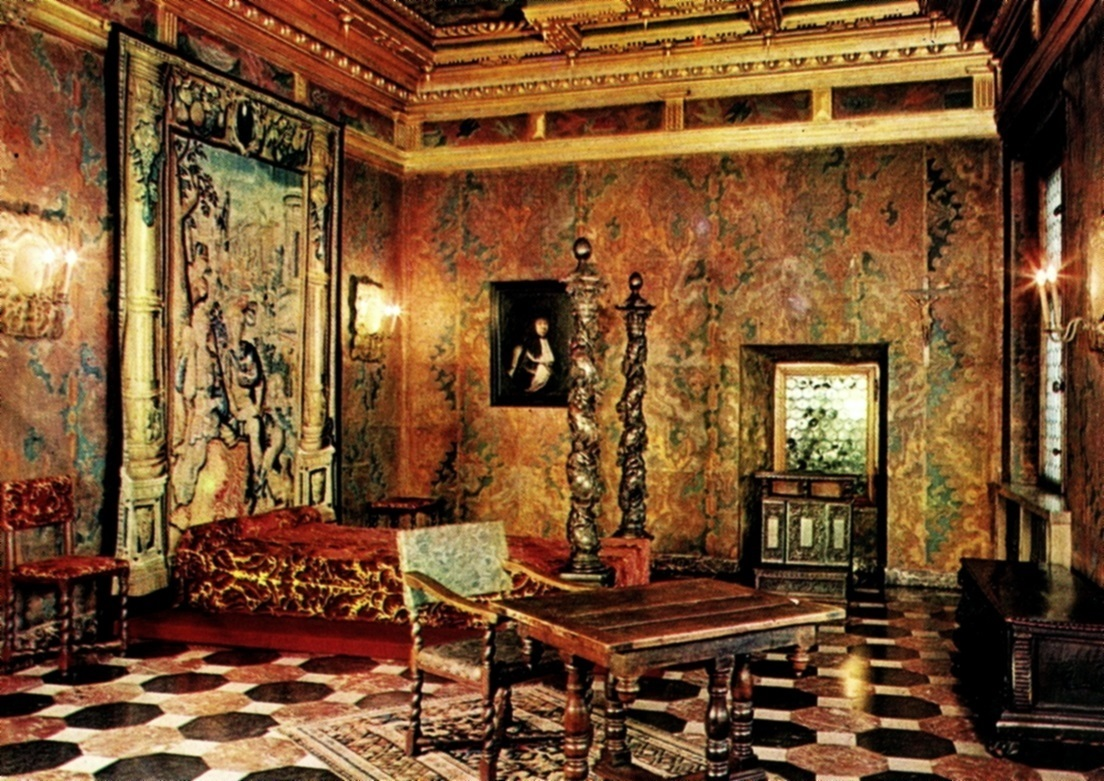
Quarto Vasa no Castelo Real de Wawel (Cracóvia), século XVII.

Uma pele de carneiro (conhecida como a badana ou pergaminho) é submersa na água, depois é batida numa pedra e limpa. Após, o couro é instalado sobre uma pedra polida maior que a pele. Depois ela era ainda esticada e limpa outra vez. A badana era então engraxada à mão com uma cola especial. Uma folha de prata era colocada para se unir de forma regular com a pele e limpa no fínal. Finalmente, a pele era esticada e pregada numa placa de madeira para secar. Depois da pele estar seca, era a etapa do polimento do lado da folha da prata com o um brunidor.
Após a realização destas fases, a pele era humedecida e colocada sob uma prensa com uma tábua de madeira em que uma face era gravada de motivos (florais, geométricos, etc.), e tintada com sandáraca e negro de carbono. Depois, o motivo era completado através de uma pintura de óleo (
não confundir com o processo de pintura com óleo sicativo).
De acordo com o regulamento de trabalhos dos Guadamacileros, no ano de 1502 em Sevilha, era exigido que a pele seja somente uma pele de carneiro proveniente de um animal frescamente morto e sem doenças, nem sendo vindo de uma ovelha muito jovem, este regulamento também foi aplicado em Barcelona em 1539. Nesta última cidade, o regulamento proibia o uso da folha de estanho que será também o caso em Córdova mas só em 1567. Só a folha de prata era autorizada, o uso da folha de ouro foi mais tardio. A cor dourado era obtida com uma combinação de pigmentos e de vernizes. A dimensão era fixada ao tamanho máximo de 75 cm por 65 cm. É necessário especificar que naquela época, quem não teria respeitado estas regras, teria sido condenado a morte.